# Savin
Savin je moško osebno ime.

## Izvor imena
Ime Savin je različica ženskega osebnega imena Sabina.

## Pogostost imena
Po podatkih Statističnega urada Republike Slovenije je bilo na dan 31. decembra 2007 v Sloveniji število moških oseb z imenom Savin: 15.

## Znane osebe
- Savin Sever, slovenski arhitekt
- Risto Savin, slovenski skladatelj